# Druhá liga 2012-2013
La Druhá liga 2012-2013 è la 20ª edizione della Druhá liga. È stata vinta dallo Znojmo.

## Squadre partecipanti
| Squadra         | Stadio                          | Città          |
| --------------- | ------------------------------- | -------------- |
| Baník Most      | Stadio Letní Most               | Most           |
| Baník Sokolov   | Stadion FK Baník Sokolov        | Sokolov        |
| Bohemians 1905  | Stadio Ďolíček                  | Praga          |
| Bohemians Praga | Stadio Na Chavlech              | Praga          |
| Pardubice       | Pod Vinicí                      | Pardubice      |
| 1. HFK Olomouc  | Stadion FK Holice               | Olomouc        |
| Karviná         | Městský stadion (Karviná)       | Karviná        |
| Opava           | Stadion v Městských sadech      | Opava          |
| Táborsko        | Sportovní areál Soukeník        | Tábor          |
| Varnsdorf       | Městský stadion v Kotlině       | Varnsdorf      |
| Viktoria Žižkov | FK Viktoria Stadion             | Praga          |
| Graffin Vlašim  | Stadion Kollárova ulice         | Vlašim         |
| Zenit Čáslav    | Stadion pod Hrádkem             | Čáslav         |
| Trinity Zlín    | Letná Stadion                   | Zlín           |
| Znojmo          | Městský park                    | Znojmo         |
| Ústí nad Labem  | Stadio Městský (Ústí nad Labem) | Ústí nad Labem |

## Classifica
|  | Pos. | Squadra         | Pt | G  | V  | N  | P  | GF | GS | DR  |
|  | ---- | --------------- | -- | -- | -- | -- | -- | -- | -- | --- |
|  | 1.   | Znojmo          | 58 | 30 | 17 | 7  | 6  | 45 | 24 | +21 |
|  | 2.   | Bohemians 1905  | 56 | 30 | 16 | 8  | 6  | 50 | 25 | +25 |
|  | 3.   | 1. HFK Olomouc  | 50 | 30 | 15 | 5  | 10 | 41 | 44 | -3  |
|  | 4.   | Baník Sokolov   | 50 | 30 | 14 | 8  | 8  | 36 | 26 | +10 |
|  | 5.   | Varnsdorf       | 49 | 30 | 15 | 4  | 11 | 49 | 37 | +12 |
|  | 6.   | Trinity Zlín    | 48 | 30 | 14 | 6  | 10 | 49 | 37 | +12 |
|  | 7.   | Pardubice       | 46 | 30 | 14 | 4  | 12 | 47 | 31 | +16 |
|  | 8.   | Viktoria Žižkov | 45 | 30 | 12 | 9  | 9  | 38 | 30 | +8  |
|  | 9.   | Karviná         | 42 | 30 | 11 | 9  | 10 | 43 | 43 | +0  |
|  | 10.  | Ústí nad Labem  | 39 | 30 | 11 | 6  | 13 | 32 | 42 | -10 |
|  | 11.  | Bohemians Praga | 35 | 30 | 6  | 17 | 7  | 30 | 33 | -3  |
|  | 12.  | Táborsko        | 34 | 30 | 8  | 10 | 12 | 35 | 42 | -7  |
|  | 13.  | Graffin Vlašim  | 31 | 30 | 8  | 7  | 15 | 37 | 58 | -21 |
|  | 14.  | Baník Most      | 31 | 30 | 8  | 7  | 15 | 33 | 48 | -15 |
|  | 15.  | Zenit Čáslav    | 25 | 30 | 6  | 7  | 17 | 24 | 43 | -19 |
|  | 16.  | Opava           | 21 | 30 | 5  | 6  | 19 | 34 | 60 | -26 |

Legenda:

      Ammesse alla Gambrinus Liga 2013-2014

      Retrocesse in Česka fotbalová liga 2013-2014 o Moravskoslezská fotbalová liga 2013-2014